# Lupinus pinguis
Lupinus pinguis är en ärtväxtart som beskrevs av Oskar Eberhard Ulbrich. Lupinus pinguis ingår i släktet lupiner, och familjen ärtväxter. Inga underarter finns listade i Catalogue of Life.